# Caenohalictus autumnalis
Caenohalictus autumnalis är en biart som först beskrevs av Jörgensen 1912.  Caenohalictus autumnalis ingår i släktet Caenohalictus och familjen vägbin. Inga underarter finns listade.